# Cândido Lorenzo González
Cândido Lorenzo González OdeM (* 23. September 1925 in Xinzo de Limia, Provinz Ourense; † 17. Dezember 2019 in Sâo Raimundo Nonato) war ein spanisch-brasilianischer Ordensgeistlicher und emeritierter römisch-katholischer Bischof von São Raimundo Nonato. 

## Leben
Cândido Lorenzo González trat der Ordensgemeinschaft der Mercedarier bei und empfing am 6. Juni 1954  die Priesterweihe.
Papst Paul VI. ernannte ihn am 5. Dezember 1969 zum Titularbischof von Scardona und zum Prälaten von São Raimundo Nonato. Der Erzbischof von São Sebastião do Rio de Janeiro, Jaime Kardinal de Barros Câmara, spendete ihm am 19. März des nächsten Jahres die Bischofsweihe; Mitkonsekratoren waren Mário Teixeira Gurgel SDS, Weihbischof in São Sebastião do Rio de Janeiro, und José Vázquez Díaz OdeM, Prälat von Bom Jesus do Piauí. Am 26. Mai 1978 verzichtete er im Zuge der neuen Vergaberichtlinien der römischen Kurie auf seinen Titularbischofssitz. 
Mit der Erhebung der Territorialprälatur um Bistum São Raimundo Nonato am 3. Oktober 1981 wurde er zu dessen erstem Diözesanbischof ernannt. Am 17. Juli 2002 nahm Papst Johannes Paul II. seinen altersbedingten Rücktritt an.